# Pholeoteras olympios
Pholeoteras olympios is een slakkensoort uit de familie van de Cyclophoridae. De wetenschappelijke naam van de soort is voor het eerst geldig gepubliceerd in 2008 door A. Reischutz, P.L. Reischutz & W. Fischer.